# Joanna Mytkowska
Joanna Mytkowska (ur. 1970) – polska krytyczka i historyczka sztuki, kuratorka wystaw. Od 2007 dyrektorka Muzeum Sztuki Nowoczesnej w Warszawie.

## Życiorys
Absolwentka historii sztuki na Uniwersytecie Warszawskim. W latach 90. pracownica Galerii Foksal w Warszawie. Wraz z Andrzejem Przywarą, Adamem Szymczykiem oraz z ówczesnym dyrektorem Galerii Foksal Wiesławem Borowskim współtwórczyni Fundacji Galerii Foksal funkcjonującej od 2001 niezależnie od macierzystej Galerii Foksal.
Była kuratorka przestrzeni Espace 315 w Centrum Pompidou w Paryżu. Kuratorka Pawilonu Polskiego na Biennale w Wenecji (Artur Żmijewski, Powtórzenie, 2005) oraz wystawy Gregora Schneidera, Hannelore Reuen Alte Hausschlampe (2000). Od 6 czerwca 2007 jest dyrektorką Muzeum Sztuki Nowoczesnej w Warszawie. Gościnna wykładowczyni na Muzealniczych Studiach Kuratorskich w Instytucie Historii Sztuki Uniwersytetu Jagiellońskiego. Autorka tekstów o sztuce współczesnej i  wystaw, m.in. z Agatą Jakubowską Niezgrabne przedmioty w Muzeum Sztuki Nowoczesnej.
Od 7 października 2012 do 28 stycznia 2013 roku była kuratorką wystawy (wraz z Eleną Filipovic), noszącej tytuł Alina Szapocznikow: Sculpture Undone, 1955–1972 w nowojorskim Museum of Modern Art.

## Publikacje
- Tadeusz Kantor: z Archiwum Galerii Foksal, oprac. Małgorzata Jurkiewicz, Joanna Mytkowska, Andrzej Przywara, Galeria Foksal, Warszawa 1998.
- Artur Żmijewski. If it happened only once it's as if it never happened / Co stało się raz nie stało się nigdy, red. Joanna Mytkowska, przeł. Marta Appelt, Zachęta Narodowa Galeria Sztuki, Warszawa 2005.
- What you see is what you get: projected Poland, red. Jana Oravcová, Joanna Mytkowska, przeł. Ivana Chromiaková, SCCA, Bratislava 2000.